# Long View
Long View – miasto w Stanach Zjednoczonych, w stanie Karolina Północna, w hrabstwie Burke.